# Waldaubach
Waldaubach ist ein Ortsteil der Gemeinde Driedorf im mittelhessischen Lahn-Dill-Kreis.

## Geographische Lage
Der Ort im Hohen Westerwald liegt etwa 15 km westlich von Herborn und 39 km nordöstlich von Montabaur. Die Entfernung nach Siegen beträgt etwa 40 km und Wetzlar 45 km. Waldaubach liegt an der hessischen Landesgrenze zu Rheinland-Pfalz in der Nähe des Dreiländerecks Hessen – Rheinland-Pfalz – Nordrhein-Westfalen. Die Gemarkung des Ortes hat eine Größe von 5,59 km². Der größte Teil der Gemarkung erstreckt sich nördlich des bebauten Ortes.
Die angrenzenden Orte sind, von Norden, an der Landesgrenze, im Uhrzeigersinn beginnend die Orte: Rabenscheid (Gemeinde Breitscheid), Heisterberg, Hohenroth (beide Gemeinde Driedorf). Alle hessischen Orte gehören zum Lahn-Dill-Kreis. Nach der Landesgrenze folgen: Homberg, Nister-Möhrendorf und Willingen. Alle Orte in Rheinland-Pfalz gehören zur Verbandsgemeinde Rennerod des Westerwaldkreises.
Waldaubach liegt im Quellbereich des Aubachs, der im zirka zwölf Kilometer Richtung Nordosten entfernten Haiger in die Dill mündet. In der unmittelbaren Umgebung Waldaubachs befinden sich einige der höchsten Berge des Westerwalds, von denen jedoch keiner auf der Waldaubacher Gemarkung liegt. Westlich des Ortes erhebt sich mit der Fuchskaute (657,3 m ü. NN) der höchste Berg des gesamten Westerwalds, südwestlich, noch in Rheinland-Pfalz der Altenberg (651 m ü. NN). Südöstlich des Ortes befinden sich der Höllberg (642,8 m ü. NN) und östlich der Berg Auf der Baar (615 m ü. NN).

Blick von Osten auf Waldaubach. Im Hintergrund die Fuchskaute.

## Geschichte

### Ortsgeschichte
Der ursprüngliche Name des Ortes war wie bei Langenaubach Ubach. Die eindeutige Ersterwähnung des Ortes folgte 1447 als Waltubach.
Waldaubach gehörte seit dem Mittelalter zum Amt und Kirchspiel Driedorf, dessen Geschichte es teilte. In der Nähe des Ortes verlief die Fernhandelsstraße von Köln nach Leipzig über Altenkirchen und Herborn.
Hessische Gebietsreform (1970–1977)
Mit dem Gesetz zur Neugliederung des Dillkreises der Landkreise Gießen und Wetzlar und der Stadt Gießen vom 13. Mai 1974 wurde die Gemeinde Waldaubach im Zuge der Gebietsreform in Hessen zum 1. Januar 1977 in die Gemeinde Driedorf eingegliedert. Für Waldaubach wurde wie für die anderen ehemals eigenständigen Gemeinden ein Ortsbezirk mit Ortsbeirat und Ortsvorsteher eingerichtet.

### Verwaltungsgeschichte im Überblick
Die folgende Liste zeigt im Überblick die Herrschaftsgebiete und Staaten, in denen Waldaubach lag, bzw. die Verwaltungseinheiten, denen es unterstand:
- vor 1739: Heiliges Römisches Reich, Grafschaft/Fürstentum Nassau-Dillenburg, Amt Driedorf[6]
- ab 1739: Heiliges Römisches Reich, Fürstentum Nassau-Diez, Amt Driedorf
- 1806–1813: Großherzogtum Berg, Département Sieg, Arrondissement Dillenburg, Kanton Driedorf
- 1813–1815: Fürstentum Nassau-Oranien, Amt Driedorf
- ab 1816: Herzogtum Nassau[Anm. 1], Amt Herborn
- ab 1849: Herzogtum Nassau, Kreisamt Herborn[Anm. 2]
- ab 1854: Herzogtum Nassau, Amt Herborn
- ab 1867: Norddeutscher Bund[Anm. 3], Königreich Preußen, Provinz Hessen-Nassau, Regierungsbezirk Wiesbaden, Dillkreis[Anm. 4]
- ab 1871: Deutsches Reich, Königreich Preußen, Provinz Hessen-Nassau, Regierungsbezirk Wiesbaden, Dillkreis
- ab 1918: Deutsches Reich, Freistaat Preußen, Provinz Hessen-Nassau, Regierungsbezirk Wiesbaden, Dillkreis
- ab 1932: Deutsches Reich, Freistaat Preußen, Provinz Hessen-Nassau, Regierungsbezirk Wiesbaden, Landkreis Dillenburg
- ab 1933: Deutsches Reich, Freistaat Preußen, Provinz Hessen-Nassau, Regierungsbezirk Wiesbaden, Dillkreis
- ab 1944: Deutsches Reich, Freistaat Preußen, Provinz Nassau, Dillkreis
- ab 1945: Amerikanische Besatzungszone, Groß-Hessen, Regierungsbezirk Wiesbaden, Dillkreis
- ab 1946: Amerikanische Besatzungszone, Hessen, Regierungsbezirk Wiesbaden, Dillkreis
- ab 1949: Bundesrepublik Deutschland, Hessen, Regierungsbezirk Wiesbaden, Dillkreis
- ab 1968: Bundesrepublik Deutschland, Hessen, Regierungsbezirk Darmstadt, Dillkreis
- ab 1971: Bundesrepublik Deutschland, Hessen, Regierungsbezirk Darmstadt, Dillkreis
- ab 1977: Bundesrepublik Deutschland, Hessen, Regierungsbezirk Darmstadt, Lahn-Dill-Kreis, Gemeinde Driedorf[Anm. 5]
- ab 1981: Bundesrepublik Deutschland, Hessen, Regierungsbezirk Gießen, Lahn-Dill-Kreis, Gemeinde Driedorf

### Einwohnerentwicklung
| Waldaubach: Einwohnerzahlen von 1834 bis 2020 | Waldaubach: Einwohnerzahlen von 1834 bis 2020 | Waldaubach: Einwohnerzahlen von 1834 bis 2020 | Waldaubach: Einwohnerzahlen von 1834 bis 2020 | Waldaubach: Einwohnerzahlen von 1834 bis 2020 |
| --- | --------------------------------------------- | --------------------------------------------- | --------------------------------------------- | --------------------------------------------- |
| Jahr |                                               |                                               |                                               | Einwohner                                     |
| 1834 | 1834                                          |                                               | 265                                           | 265                                           |
| 1840 | 1840                                          |                                               | 287                                           | 287                                           |
| 1846 | 1846                                          |                                               | 278                                           | 278                                           |
| 1852 | 1852                                          |                                               | 262                                           | 262                                           |
| 1858 | 1858                                          |                                               | 251                                           | 251                                           |
| 1864 | 1864                                          |                                               | 249                                           | 249                                           |
| 1871 | 1871                                          |                                               | 224                                           | 224                                           |
| 1875 | 1875                                          |                                               | 229                                           | 229                                           |
| 1885 | 1885                                          |                                               | 239                                           | 239                                           |
| 1895 | 1895                                          |                                               | 235                                           | 235                                           |
| 1905 | 1905                                          |                                               | 234                                           | 234                                           |
| 1910 | 1910                                          |                                               | 223                                           | 223                                           |
| 1925 | 1925                                          |                                               | 276                                           | 276                                           |
| 1939 | 1939                                          |                                               | 321                                           | 321                                           |
| 1946 | 1946                                          |                                               | 394                                           | 394                                           |
| 1950 | 1950                                          |                                               | 396                                           | 396                                           |
| 1956 | 1956                                          |                                               | 390                                           | 390                                           |
| 1961 | 1961                                          |                                               | 411                                           | 411                                           |
| 1967 | 1967                                          |                                               | 441                                           | 441                                           |
| 1970 | 1970                                          |                                               | 441                                           | 441                                           |
| 1977 | 1977                                          |                                               | 458                                           | 458                                           |
| 1990 | 1990                                          |                                               | ?                                             | ?                                             |
| 2003 | 2003                                          |                                               | 445                                           | 445                                           |
| 2006 | 2006                                          |                                               | 428                                           | 428                                           |
| 2011 | 2011                                          |                                               | 411                                           | 411                                           |
| 2014 | 2014                                          |                                               | 400                                           | 400                                           |
| 2017 | 2017                                          |                                               | 398                                           | 398                                           |
| 2020 | 2020                                          |                                               | 392                                           | 392                                           |
| Datenquelle: Historisches Gemeindeverzeichnis für Hessen: Die Bevölkerung der Gemeinden 1834 bis 1967. Wiesbaden: Hessisches Statistisches Landesamt, 1968. Weitere Quellen: LAGIS; nach 1970: Gemeinde Driedorf; Zensus 2011 |                                               |                                               |                                               |                                               |

### Religionszugehörigkeit
| • 1885: | 236 evangelische (= 98,74 %), 2 katholische (= 0,84 %), ein jüdischer (= 0,42 %) Einwohner |
| • 1961: | 379 evangelische (= 92,21 %), 31 katholische (= 7,54 %) Einwohner                          |

## Politik
Der Ort gehört bei Wahlen zum Deutschen Bundestag zum Wahlkreis „173 Lahn-Dill“, für Wahlen zum Hessischen Landtag zum Wahlkreis „21 Lahn-Dill I“.
Mit der Gebietsreform ist die Gemeindeverwaltung auf die Gemeinde Driedorf übergegangen. Letzter Bürgermeister war Helmut Sahm. Im Ort besteht ein Ortsbeirat aus fünf Mitgliedern. Der Ortsbeirat hat gegenüber der Gemeindevertretung Vorschlags- und Anhörungsrecht in den Angelegenheiten, die den Ort betreffen. Nach den Kommunalwahlen in Hessen 2016 ist Christoph Etz (UL) Ortsvorsteher.

## Wirtschaft und Infrastruktur
Waldaubach verfügt über die ortsüblichen Handwerks- und Dienstleistungsbetriebe. Die den Ort umschließenden Höhen werden zur Gewinnung von Windenergie genutzt. Der Ort verfügt über ein Dorfgemeinschaftshaus.

### Verkehr
Der Ort liegt nahe der B 255 von Herborn über Driedorf nach Montabaur und der B 414 von Driedorf nach Hachenburg. Der nächste Bahnhof der Dillstrecke befindet sich in Herborn. Es bestehen Busverbindungen nach Driedorf, Rehe und Herborn. Die Entfernung zum Flughafen Frankfurt beträgt 110 km, nach Köln/Bonn ca. 126 km. Durch Waldaubach verläuft der Westerwaldsteig, ein Fernwanderweg von Herborn nach Bad Hönningen.

### Bildung
Im Ort existiert kein Kindergarten. Dieser ist in Driedorf. Der Ort gehört zum Einzugsbereich der Westerwaldschule Driedorf, einer Grund-, Haupt- und Realschule. Weiterführende Schulen können in Herborn oder Dillenburg besucht werden.